# Henri Schoeman
Henri Schoeman (ur. 3 października 1991) – południowoafrykański triathlonista, brązowy medalista z Rio de Janeiro.
Zawody w 2016 były jego pierwszymi igrzyskami olimpijskimi. Z rywalizacji mężczyzn zajął trzecie miejsce, wyprzedzili go jedynie reprezentujący Wielką Brytanię bracia Alistair i Jonathan Brownlee. W 2014 zdobył srebro Igrzysk Wspólnoty Narodów w mieszanej sztafecie. Czterokrotnie zdobywał tytuły mistrza Afryki w zawodach organizowanych przez ITU (2013, 2014, 2015, 2016).